# Barnstaple
Barnstaple este un oraș în comitatul Devon, regiunea South West England, Anglia. Orașul se află în districtul North Devon a cărui reședință este.